# Ebon
Ebon (marsz. Epoon) – jeden z atoli łańcucha Ralik Chain w archipelagu Wysp Marshalla w środkowej części Oceanu Spokojnego. W jego skład wchodzą 22 wysepki, o łącznej powierzchni 5,75 km². Otaczają one lagunę o powierzchni około 103,83 km². Według danych za rok 2011 atol zamieszkiwało łącznie 706 osób.

## Nazwa
Nazwa atolu Ebon pochodzi od marsz. Epoon oznaczającego rodzaj koszyka, który atol przypomina swoim kształtem. W przeszłości w kartografii i księgach pokładowych funkcjonowały również nazwy: Abone (błędny zapis Ebon), Boston, Covell’s Group, Covel I, Covile Islands, Fourteen Islands czy Linnez.

## Geografia
Atol znajduje się w łańcuchu Ralik Chain w archipelagu Wysp Marshalla w środkowej części Oceanu Spokojnego. Jest najbardziej wysuniętym na południem atolem Wysp Marshalla. Obejmuje 22 wysepki, o łącznej powierzchni 5,75 km², które otaczają lagunę o powierzchni około 103,83 km². Jest to czternasty co do powierzchni lądu i dwudziesty co do wielkości laguny atol Wysp Marshalla (nie licząc Eneen-Kio). Najważniejsze wysepki atolu to: Jurijer, Enijarmek, Ebon, Dereg, Enijadok, Guamaguamlap, Euer, Munjak, Taka, Enilo, Jio i Met.
Klimat atolu charakteryzuje się największymi rocznymi opadami deszczu spośród wszystkich Wysp Marshalla – 4000 mm. Wilgotny i ciepły klimat umożliwia obfitą wegetację.

### Demografia
Na atolu, w 2011 mieszkało 706 osób (spadek w stosunku do 1999 roku, kiedy to liczba ta wynosiła 902). Osadnictwo skupia się w miejscowości Ebon-Ebon. W XIX wieku wyspę zamieszkiwało ok. 1200 osób, a po II wojnie światowej – 747.
Większość mieszkańców zajmuje się rolnictwem (produkcją kopry, uprawą głównie taro, bananów, papai, cytryn) i rybołówstwem. Na atolu wytwarzane są również przedmioty rękodzieła.

### Flora i fauna
Na wysepkach atolu rosną m.in. palmy kokosowe, pandany, drzewa chlebowe i rzewnie. Na wysepce Toka występuje Guettarda speciosa o dziwnie uformowanych liściach oraz jeden przedstawiciel ciborowatych, które występują najprawdopodobniej jedynie na atolu Ebon. Na atolu rozprzestrzeniły się następujące gatunki inwazyjne roślin, stwarzające zagrożenie dla naturalnej szaty roślinnej wysp: Alocasia macrorrhizos, Angelonia angustifolia, Asclepias curassavica, Caesalpinia pulcherrima, Cardamine hirsuta, Catharanthus roseus, Cenchrus echinatus, Centella asiatica, Citrus aurantiifolia, Colocasia esculenta, Cyanthillium cinereum, Eleocharis geniculata, Eleusine indica, Eragrostis amabilis, Euphorbia cyathophora, Ficus carica, Fuirena umbellata, Gomphrena globosa, Hemigraphis reptans, Hippeastrum puniceum, Hippobroma longiflora, Ipomoea batatas, Ipomoea violacea, Kalanchoe pinnata, Kyllinga nemoralis, Lantana camara, Leucaena leucocephala, Lindernia antipoda, Ludwigia octovalvis, Macaranga tanarius, Mirabilis jalapa, Nerium oleander, Oplismenus compositus, Phyllanthus amarus, Phyllanthus debilis, Pilea microphylla, Polyscias cumingiana, Russelia equisetiformis, Synedrella nodiflora, Tradescantia spathacea i Xanthosoma sagittifolium.
W 1969 roku stwierdzono występowanie na Ebonie trzech gatunków i podgatunków ptaków: Gallus gallus, Anous tenuirostris i Ptilinopus porphyracaeus hernsheimi, przy czym już wówczas podejrzewano, że ostatni podgatunek wyginął. Badania przeprowadzone w 1992 roku, bazujące zarówno na obserwacjach poczynionych w tym czasie, jak i zgłoszeniach mieszkańców, wykazały występowanie większej liczby ptaków – stwierdzono wówczas obecność takich gatunków jak: Anous tenurostris, Arenaria interpres, Columba livia, Egretta sacra, Gallus gallus, Gygis alba, Sterna sumatrana i Sula leucogaster, a także rzadziej obserwowanych Fregata ariel, Fregata minor i Limosa lapponica. Baza danych Avibase podaje (stan na 2017), że na atolu występuje 35 gatunków ptaków, w tym dwa narażone na wyginięcie: Hydrobates leucorhous i Ardenna bulleri.
Atol Ebon to także jedyne miejsce występowania na Wyspach Marshalla mięczaka Lyncina aurantium.

## Historia
Spennemann podaje, że jako pierwszy przybył tu 27 grudnia 1799 roku amerykański kapitan na statku handlowym Ann & Hope – Christopher Bently. Inni autorzy podają, że odkrywcą atolu był amerykański wielorybnik George Joy w 1824. Kronika z 1863 roku podaje natomiast, że pierwsza wysepka atolu została zobaczona w 1788 roku, a ostatnia w 1824 roku.
Na Ebonie założono pierwszy stały ośrodek misyjny Bostońskiego Kościoła Kongregacyjnego w 1857 roku. W tym samym roku atol został zdewastowany przez tajfun, mieszkańcy cierpieli głód i 800 (z ok. 1300) przeniosło się na atol Jaluit.
W 1994 roku na Ebonie zbudowano lotnisko (kod IATA: EBO).
30 stycznia 2014 roku na plaży atolu wylądował rozbitek Jose Salvador Alvarenga, salwadorski rybak pracujący w Meksyku, który zaginął podczas sztormu i przeżył na oceanie 438 dni, dryfując w niewielkiej łodzi i pokonując 10800 kilometrów.